# Banderas de Oceanía
Galería de banderas de Oceanía.

## Australia

Bandera de Australia
Bandera de la Isla de Navidad
Bandera de la Isla Norfolk
Bandera no-oficial de la Isla de Lord Howe
Bandera de las Islas Cocos

## Melanesia

Bandera de Fiyi
Bandera de las Islas Salomón
Bandera no-oficial de Nueva Caledonia (Francia)
Bandera de Papúa Nueva Guinea
Bandera de Vanuatu

## Micronesia

Bandera de los Estados Federados de la Micronesia
Bandera de Guam (Estados Unidos)
Bandera de las Islas Marshall
Bandera de Kiribati
Bandera de las Islas Marianas del Norte (Estados Unidos)
Bandera de Nauru
Bandera de Palaos

## Polinesia

Bandera de Hawái (Estados Unidos)
Bandera de la Isla de Pascua (Chile)
Bandera de las Islas Cook (Nueva Zelanda)
Bandera de Niue (Nueva Zelanda)
Bandera de Nueva Zelanda
Bandera de las Islas Pitcairn (Reino Unido)
Bandera de la Polinesia Francesa (Francia)
Bandera de Samoa
Bandera de Samoa Americana (Estados Unidos)
Bandera de Tokelau (Nueva Zelanda)
Bandera de Tonga
Bandera de Tuvalu
Bandera semi-oficial de Wallis y Futuna (Francia)

## Islas Más pequeñas Distantes de Estados Unidosen elPacífico

Bandera del atolón Palmyra (no-oficial)
Bandera de la Isla Wake (no-oficial)
Bandera de las Islas Midway (no-oficial)

- Datos: Q841875
- Multimedia: Flags of Oceania / Q841875